# Richard Hawkins
L'ammiraglio sir Richard Hawkins o Hawkyns (Plymouth, 1562 – Londra, 17 aprile 1622) è stato un pirata, navigatore ed esploratore inglese.
Unico figlio di primo letto dell'ammiraglio sir John Hawkins, fu fin dai primi giorni familiare con le navi e il mare e nel 1582 accompagnò suo zio, sir Francis Drake, nelle Indie Occidentali. Nel 1585 divenne capitano di una galeotta nella spedizione di Drake nei Caraibi; nel 1588 comandò una delle navi della regina Elisabetta I (la Swallow) contro l'Invincibile Armada e nel 1590 prestò servizio, con la spedizione di suo padre, sulla costa del Portogallo.
Nel 1593 comprò il Dainty, una nave costruita originalmente per suo padre e usata da lui nelle sue spedizioni, e la fece salpare per le Indie Occidentali, per i Caraibi e i mari meridionali. Sembra chiaro che il suo progetto fosse di depredare i possessi della corona di Spagna attraverso assalti marittimi. Hawkins, comunque, in un appunto di viaggio scritto trent'anni dopo, ritenne (anzi, a quel tempo forse ne fu veramente convinto) che la spedizione fosse stata intrapresa essenzialmente per propositi di scoperte geografiche. Dopo una visita alla costa del Brasile, il Dainty passò attraverso lo stretto di Magellano e poi raggiunse Valparaíso.
Avendo saccheggiato la città, Hawkins puntò a nord, e nel giugno del 1594, un anno dopo aver lasciato Plymouth, arrivò nella baia di San Mateo. Qui la Dainty fu attaccata da due navi spagnole. Hawkins fu completamente sopraffatto, ma si difese con grande coraggio. Quando fu ferito diverse volte, molti suoi uomini uccisi, e la Dainty quasi affondata, si arrese con la promessa di un salvacondotto fuori dal paese per se stesso e per la sua ciurma.
La promessa non fu mantenuta, ma non per colpa del comandante spagnolo. Nel 1597 Hawkins fu mandato in Spagna, e imprigionato prima a Siviglia e conseguentemente a Madrid. Fu rilasciato nel 1602, e, ritornando in Inghilterra, fu nominato cavaliere nel 1603.
Nel 1604 diventò membro del Parlamento per Plymouth e vice ammiraglio di Devon, un assegnamento che, per la presenza massiccia di pirati nella costa, non fu una vera e propria sinecura, ma un incarico di difesa. Dal 1620 al 1621 fu vice ammiraglio, sotto Sir Robert Mansell, della flotta mandata nel mediterraneo per contrastare i corsari algerini. Morì a Londra il 17 aprile del 1622.

## Curiosità
- Da leggere le Observations nel suo Voiage into the South Sea (1622), l'avventura più famosa dell'epoca elisabettiana, ripubblicata dalla Hakluyt Society e rielaborata nella Westward Ho! (1855) di  Charles Kingsley.

## Fonte
- (EN) Hugh Chisholm (a cura di), Hawkins, Sir Richard, in Enciclopedia Britannica, XI, Cambridge University Press, 1911.